# Larbey
 Larbey  (en occitano Larbei) es una población y comuna francesa, situada en la región de Aquitania, departamento de Landas, en el distrito de Dax y cantón de Mugron.

## Demografía
| 290 | 274 | 259 | 228 | 242 | 236 |
| Para los censos de 1962 a 1999 la población legal corresponde a la población sin duplicidades (Fuente: INSEE [Consultar]) |     |     |     |     |     |